# Alastair Bruce (5e baron Aberdare)
Ne doit pas être confondu avec Alastair Bruce.
Alastair John Lyndhurst Bruce, 5e baron Aberdare (né le 2 mai 1947) est un noble britannique, et depuis 2009 un lord crossbencher.

## Biographie
Lord Aberdare est le fils de Morys Bruce (4e baron Aberdare), et de Maud Helen Sarah Dashwood, fille unique de John Dashwood, 10e baronnet. Il succède à son père à la mort de ce dernier en 2005. Aberdare fait ses études au Collège d'Eton et à Christ Church, à Oxford.
Il épouse Elizabeth Mary Culbert Foulkes en 1971 et ils ont deux enfants:
- Hector Morys Napier Bruce (né en 1974)
- Sarah Katherine Mary Bruce (née en 1976)

En juillet 2009, Bruce est élu pour siéger à la Chambre des lords, à la suite du décès de Christopher, vicomte Bledisloe, en mai 2009. Une élection partielle a lieu en vertu de la loi de 1999 sur la Chambre des lords, qui prévoyait que 92 pairs héréditaires pouvaient conserver leurs sièges dans la Chambre réformée. Son premier discours, prononcé le 26 novembre 2009 lors du débat sur le discours de la reine, porte sur la transition de l'éducation à l'emploi .
Il travaille chez IBM de 1969 à 1991 puis est associé, chez Bruce Naughton Wade, de 1991 à 1999 et nommé directeur, chez ProbusBNW, en 1999. Il est administrateur du Jardin botanique national du pays de Galles de 1994 à 2006, fellow de Royal Society for the Encouragement of Arts, Manufactures & Commerce, membre honoraire de Université de Cardiff depuis juillet 2008 et sous-prieur du Vénérable Ordre de Saint-Jean de Jérusalem, Prieuré du Pays de Galles.
Aberdare est président de la Cynon Valley History Society.